# 몰리나데세구라
몰리나데세구라(스페인어: Molina de Segura)는 스페인 무르시아 지방에 위치한 도시로 면적은 169km2, 높이는 125m, 인구는 69,331명(2015년 기준), 인구 밀도는 410명/km2이다. 무르시아에서 10km 정도 떨어진 곳에 위치한다.

시 문장